# Mój kot zaginął i już raczej nie wróci
Mój kot zaginął i już raczej nie wróci – debiutancki album studyjny polskiego piosenkarza Dawida Tyszkowskiego. Wydawnictwo ukazało się 17 listopada 2023 nakładem wytwórni muzycznej Fonobo w dystrybucji SMPB.
Album jest utrzymany w stylu muzyki pop. Składa się z wersji standardowej (1 CD) i płyty analogowej (1 LP).
Płyta zadebiutowała na 34. miejscu polskiej listy sprzedaży – OLiS.
Nagrania były promowane singlami: „Chłopaki”, „Nie poznaje cię”, „Kiedy wrócisz”, „Wiem, że ci ciężko” i „Mój kot zaginął”.

## Lista utworów
Opracowano na podstawie materiału źródłowego.
| Mój kot zaginął i już raczej nie wróci – Wersja standardowa | Mój kot zaginął i już raczej nie wróci – Wersja standardowa | Mój kot zaginął i już raczej nie wróci – Wersja standardowa | Mój kot zaginął i już raczej nie wróci – Wersja standardowa | Mój kot zaginął i już raczej nie wróci – Wersja standardowa |
| Nr                                                          | Tytuł utworu                                                | Słowa                                                       | Muzyka                                                      | Długość                                                     |
| ----------------------------------------------------------- | ----------------------------------------------------------- | ----------------------------------------------------------- | ----------------------------------------------------------- | ----------------------------------------------------------- |
| 1.                                                          | „Smutne dziecko”                                            | Dawid Tyszkowski                                            | Dawid Tyszkowski                                            | 2:59                                                        |
| 2.                                                          | „Chłopaki”                                                  | Dawid Tyszkowski                                            | Dawid Tyszkowski                                            | 3:26                                                        |
| 3.                                                          | „Nie poznaje cię”                                           | Dawid Tyszkowski                                            | Dawid Tyszkowski                                            | 3:01                                                        |
| 4.                                                          | „Pusto”                                                     | Dawid Tyszkowski                                            | Dawid Tyszkowski                                            | 3:49                                                        |
| 5.                                                          | „Kiedy wrócisz”                                             | Dawid Tyszkowski                                            | Dawid Tyszkowski                                            | 2:58                                                        |
| 6.                                                          | „Nie bądź zła”                                              | Dawid Tyszkowski                                            | Dawid Tyszkowski, Piotr Madej                               | 3:20                                                        |
| 7.                                                          | „Wiem, że ci ciężko”                                        | Dawid Tyszkowski                                            | Dawid Tyszkowski, Piotr Madej                               | 3:31                                                        |
| 8.                                                          | „Boje się, że znalazłem”                                    | Dawid Tyszkowski                                            | Dawid Tyszkowski, Piotr Madej                               | 3:21                                                        |
| 9.                                                          | „Mój kot zaginął”                                           | Dawid Tyszkowski                                            | Dawid Tyszkowski, Piotr Madej                               | 3:43                                                        |
|                                                             |                                                             |                                                             |                                                             | 30:08                                                       |

## Pozycja na liście sprzedaży

### Pozycja na liście tygodniowej
| Kraj   | Lista (2023)  | Najwyższa pozycja |
| ------ | ------------- | ----------------- |
| Polska | OLiS – albumy | 34                |

## Wyróżnienia
| Rok  | Konkurs                 | Kategoria                | Rezultat  | Źr.    |
| ---- | ----------------------- | ------------------------ | --------- | ------ |
| 2023 | Bestsellery Empiku 2023 | Odkrycie Empiku – muzyka | Nominacja | [ 10 ] |
| 2024 | Fryderyki 2024          | Album roku pop           | Nominacja | [ 11 ] |